# Thuja sutchuenensis
Thuja sutchuenensis är en cypressväxtart som beskrevs av Adrien René Franchet. Thuja sutchuenensis ingår i släktet tujor, och familjen cypressväxter. Inga underarter finns listade i Catalogue of Life.
Trä från Thuja sutchuenensis används i viss mån som spån eller som utsmyckning av möbler och likkistor.

## Utbredning och habitat
Ursprungliga bestånd av arten förekommer i storstadsområdet Chongqing i Kina och kanske i angränsande regioner av provinsen Sichuan. Populationer i provinserna Hubei och Shanxi är antagligen utdöd. Utbredningsområdet ligger 800 till 2100 meter över havet. Vädret i regionen är tempererat till varmt med en årsnederbörd av cirka 1400 mm. Vilda exemplar är små träd eller buskar som växer på klippiga och öppna ställen. Andra barrträd som hittas på samma ställen är Tsuga chinensis, Cephalotaxus fortunei, Torreya fargesii och Pinus armandii. Även lövträd som ekar, avenbokar, askar, palmsläktet Trachycarpus, valnötter, släktet Dendropanax, kanelsläktet, pappersmullbärssläktet, perukbuskar och boksläktet förekommer på samma sluttningar.

## Historia
Den franska missionären Paul Guillaume Farges besökte 1892 Chongqing och han upptäckte många växter som var okända för den västliga vetenskapen, däribland Thuja sutchuenensis. Han var flera gånger i området och överlämnade flera exemplar till olika botaniska trädgårdar i Europa. Farges noterade även att arten planteras inom det kinesiska skogsbruket. Under mitten av 1900-talet sökte flera kinesiska botaniker efter arten men de hittade inga vilda exemplar och därför antogs att Thuja sutchuenensis var utdöd i naturen vad som skulle ha varit det enda barrträdet som dog ut under historisk tid.
Året 1999 startades en ny expedition av kinesiska botaniker och de återupptäckte vilda individer ungefär i samma område där Farges hade samlad de första exemplaren. Efter återupptäckten listades Thuja sutchuenensis som akut hotad. Ytterligare studier fram till 2013 visade att det finns mellan 5000 och 7000 vuxna exemplar kvar fördelat på en 100 km² stor yta. I utbredningsområdet inrättades två naturskyddszoner. IUCN kategoriserar arten sedan 2013 som starkt hotad.